# Markowo (Mari El)
Markowo (ros. Марково) – wieś (dieriewnia) w Rosji, w Republice Mari El, w rejonie orszańskim. W 2010 liczyła 754 mieszkańców.